# Korea Open
Die Korea Open sind die internationalen Meisterschaften von Südkorea im Badminton. Mit der Austragung seit 1991 gehören die Titelkämpfe im Vergleich zu den Malaysia Open, Denmark Open oder All England zu den jüngeren internationalen Turnieren der Top-Nationen im Badminton. 1998 mussten die Korea Open aus finanziellen Gründen während der ökonomischen Krise in Asien abgesagt werden. Seit 2007 gehört das Turnier zur BWF World Superseries.

## Austragungsorte
| Stadt        | Jahr                            |
| ------------ | ------------------------------- |
| Cheju Island | 2000–2001                       |
| Yeosu        | 2002, 2023                      |
| Chungju      | 2004                            |
| Seongnam     | 2016                            |
| Seoul        | 1991–1999, 2006–2015, 2017–2018 |
| Incheon      | 2003, 2005, 2019                |
| Suncheon     | 2022                            |
| Mokpo        | 2024                            |

## Die Sieger
| Jahr      | Herreneinzel           | Dameneinzel       | Herrendoppel                          | Damendoppel                             | Mixed                                          |
| --------- | ---------------------- | ----------------- | ------------------------------------- | --------------------------------------- | ---------------------------------------------- |
| 1991      | Wu Wenkai              | Huang Hua         | Kim Moon-soo Park Joo-bong            | Chung So-young Hwang Hye-young          | Park Joo-bong Chung Myung-hee                  |
| 1992      | Wu Wenkai              | Tang Jiuhong      | Kim Moon-soo Park Joo-bong            | Chung So-young Hwang Hye-young          | Thomas Lund Pernille Dupont                    |
| 1993      | Joko Suprianto         | Bang Soo-hyun     | Huang Zhanzhong Zheng Yumin           | Chung So-young Gil Young-ah             | Thomas Lund Catrine Bengtsson                  |
| 1994      | Ardy Wiranata          | Bang Soo-hyun     | Peter Axelsson Pär-Gunnar Jönsson     | Chung So-young Gil Young-ah             | Michael Søgaard Gillian Gowers                 |
| 1995      | Heryanto Arbi          | Susi Susanti      | Rexy Mainaky Ricky Subagja            | Gil Young-ah Jang Hye-ock               | Thomas Lund Marlene Thomsen                    |
| 1996      | Kim Hak-kyun           | Bang Soo-hyun     | Rexy Mainaky Ricky Subagja            | Gil Young-ah Jang Hye-ock               | Park Joo-bong Ra Kyung-min                     |
| 1997      | Thomas Stuer-Lauridsen | Ye Zhaoying       | Ha Tae-kwon Kang Kyung-jin            | Ge Fei Gu Jun                           | Liu Yong Ge Fei                                |
| 1998      | nicht ausgetragen      | nicht ausgetragen | nicht ausgetragen                     | nicht ausgetragen                       | nicht ausgetragen                              |
| 1999      | Fung Permadi           | Zhou Mi           | Eng Hian Flandy Limpele               | Huang Nanyan Yang Wei                   | Kim Dong-moon Ra Kyung-min                     |
| 2000      | Peter Gade             | Camilla Martin    | Lee Dong-soo Yoo Yong-sung            | Ra Kyung-min Chung Jae-hee              | Kim Dong-moon Ra Kyung-min                     |
| 2001      | Peter Gade             | Camilla Martin    | Ha Tae-kwon Kim Dong-moon             | Huang Nanyan Yang Wei                   | Kim Dong-moon Ra Kyung-min                     |
| 2002      | Lin Dan                | Zhang Ning        | Ha Tae-kwon Kim Dong-moon             | Gao Ling Huang Sui                      | Kim Dong-moon Ra Kyung-min                     |
| 2003      | Kenneth Jonassen       | Mia Audina        | Ha Tae-kwon Kim Dong-moon             | Lee Kyung-won Ra Kyung-min              | Kim Dong-moon Ra Kyung-min                     |
| 2004      | Xia Xuanze             | Zhang Ning        | Luluk Hadiyanto Alvent Yulianto       | Yang Wei Zhang Jiewen                   | Kim Dong-moon Ra Kyung-min                     |
| 2005      | Peter Gade             | Jun Jae-youn      | Jens Eriksen Martin Lundgaard Hansen  | Lee Hyo-jung Lee Kyung-won              | Lee Jae-jin Lee Hyo-jung                       |
| 2006      | Bao Chunlai            | Lu Lan            | Tony Gunawan Candra Wijaya            | Yang Wei Zhang Jiewen                   | Nova Widianto Liliyana Natsir                  |
| 2007      | Lin Dan                | Xie Xingfang      | Jung Jae-sung Lee Yong-dae            | Gao Ling Huang Sui                      | Zheng Bo Gao Ling                              |
| 2008      | Lee Hyun-il            | Zhou Mi           | Cai Yun Fu Haifeng                    | Du Jing Yu Yang                         | Lee Yong-dae Lee Hyo-jung                      |
| 2009      | Peter Gade             | Tine Rasmussen    | Mathias Boe Carsten Mogensen          | Cheng Wen-hsing Chien Yu-chin           | Lee Yong-dae Lee Hyo-jung                      |
| 2010      | Lee Chong Wei          | Wang Shixian      | Jung Jae-sung Lee Yong-dae            | Cheng Shu Zhao Yunlei                   | He Hanbin Yu Yang                              |
| 2011      | Lin Dan                | Wang Yihan        | Jung Jae-sung Lee Yong-dae            | Wang Xiaoli Yu Yang                     | Zhang Nan Zhao Yunlei                          |
| 2012      | Lee Chong Wei          | Wang Shixian      | Cai Yun Fu Haifeng                    | Tian Qing Zhao Yunlei                   | Xu Chen Ma Jin                                 |
| 2013      | Lee Chong Wei          | Sung Ji-hyun      | Ko Sung-hyun Lee Yong-dae             | Wang Xiaoli Yu Yang                     | Zhang Nan Zhao Yunlei                          |
| 2014      | Chen Long              | Wang Yihan        | Mathias Boe Carsten Mogensen          | Bao Yixin Tang Jinhua                   | Zhang Nan Zhao Yunlei                          |
| 2015      | Chen Long              | Sung Ji-hyun      | Lee Yong-dae Yoo Yeon-seong           | Nitya Krishinda Maheswari Greysia Polii | Zhang Nan Zhao Yunlei                          |
| 2016      | Qiao Bin               | Akane Yamaguchi   | Lee Yong-dae Yoo Yeon-seong           | Jung Kyung-eun Shin Seung-chan          | Ko Sung-hyun Kim Ha-na                         |
| 2017      | Anthony Ginting        | P. V. Sindhu      | Mathias Boe Carsten Mogensen          | Huang Yaqiong Yu Xiaohan                | Praveen Jordan Debby Susanto                   |
| 2018      | Chou Tien-chen         | Nozomi Okuhara    | Hiroyuki Endō Yuta Watanabe           | Misaki Matsutomo Ayaka Takahashi        | He Jiting Du Yue                               |
| 2019      | Kento Momota           | He Bingjiao       | Fajar Alfian Muhammad Rian Ardianto   | Kim So-young Kong Hee-yong              | Dechapol Puavaranukroh Sapsiree Taerattanachai |
| 2020 2021 | abgesagt               | abgesagt          | abgesagt                              | abgesagt                                | abgesagt                                       |
| 2022      | Weng Hongyang          | An Se-young       | Kang Min-hyuk Seo Seung-jae           | Jeong Na-eun Kim Hye-jeong              | Tan Kian Meng Lai Pei Jing                     |
| 2023      | Anders Antonsen        | An Se-young       | Satwiksairaj Rankireddy Chirag Shetty | Chen Qingchen Jia Yifan                 | Feng Yanzhe Huang Dongping                     |
| 2024      | Lu Guangzu             | Kim Ga-eun        | Leo Rolly Carnando Bagas Maulana      | Jeong Na-eun Kim Hye-jeong              | Chen Tang Jie Toh Ee Wei                       |